# Menispora ciliata
Menispora ciliata är en svampart som beskrevs av Corda 1837. Menispora ciliata ingår i släktet Menispora och familjen Chaetosphaeriaceae.   Inga underarter finns listade i Catalogue of Life.